# Barranc de l'Obaga (Sant Esteve de la Sarga)
El Barranc de l'Obaga és un barranc del terme de Sant Esteve de la Sarga, a la zona de Sant Esteve de la Sarga.
Es forma a la Serra del Sastret, a 1.033 m. alt., al sud-est del poble de Castellnou de Montsec, i davalla cap al sud, en direcció al de Sant Esteve de la Sarga. A la primera part del seu curs es troba la Font de la Munya, i cap a la meitat, la dels Pruneruns. Va derivant cap al sud-oest per tal de passar pel costat de ponent del Tossal del Solà, i va a buscar el costat de llevant de Sant Esteve de la Sarga, on s'aboca en el barranc de Sant Esteve de la Sarga a llevant del Molí de Sant Esteve.